# 3741 Rogerburns
3741 Rogerburns è un asteroide della fascia principale. Scoperto nel 1981, presenta un'orbita caratterizzata da un semiasse maggiore pari a 2,7814965 UA e da un'eccentricità di 0,1509094, inclinata di 6,80708° rispetto all'eclittica.